# はるかな旅へ
「はるかな旅へ」は1979年6月に、日本のロックバンド・ゴダイゴがリリースしたシングルである。

## 解説
アルバム『OUR DECADE』の発売に先立って、シングル・カットされた。
表題曲の別名は、『「アバランチ・エクスプレス」愛のテーマ』である。
B面曲「TRY TO WAKE UP TO A MORNING」の歌詞はジャケットに記載されていないが、A面曲「はるかな旅へ」の日本語訳が記載されている。
売れ行きが芳しく無く、途中で「TRY TO WAKE UP TO A MORNING」もA面にする、両A面曲として売り出したが、それでも売れ行きに大きな変化はなかったと、リーダーのミッキー吉野が語っている。
1999年の『天才てれびくんワイド』のコーナーミュージックてれびくん（MTK）では、タケカワユキヒデの補作詞により日本語に訳して、橋田紘緒、福田亮太、須田泰大が歌った。またタケカワ本人も、ソロコンサートなどで披露したことがある。

## 収録曲
1. はるかな旅へ（WHERE'LL WE GO FROM NOW）　-　3:47
  - 作詞：奈良橋陽子／作曲：タケカワユキヒデ／編曲：ミッキー吉野
2. トライ・トゥ・ウェイク・アップ・トゥ・ア・モーニング（TRY TO WAKE UP TO A MORNING）　-　3:42
  - 作詞：奈良橋陽子／作曲・編曲：ミッキー吉野
  - 1979年の第2回『24時間テレビ 「愛は地球を救う」』のテーマソング